# Mirtel Pohla
Mirtel Pohla, född 28 januari 1982 i Tartu i Estland, är en estnisk skådespelare.

## Filmografi (urval)
- 2005 – Malev